# Opavia
Opavia je značka pečených produktů patřící společnosti Mondelēz International. Pod zastřešující značku Opavia spadá řada brandů z portfolia sušenek a oplatek, lázeňských oplatek, formovaných oplatek a plněných oplatek, známých na českém a slovenském trhu.
Produkty pod značkou Opavia se vyrábějí ve třech českých továrnách; na nejmodernějších linkách ve výrobních závodech v Opavě a v Lovosicích, a tradiční výrobou s velkým podílem ruční práce v Mariánských Lázních. Většina produkce oplatek a sušenek s logem Opavia pochází z České republiky, část je vyráběna také v zahraničních továrnách společnosti Mondelēz International, které značka patří.

## Historie
Označení Opavia se původně vztahovalo k továrně v Opavě. Vzniklo v roce 1958 v rámci sloučení Slezského průmyslu jemného pečiva n. p. Opava s Průmyslem trvanlivého pečiva n. p. Praha. Tehdy byl z opavského podniku vytvořen odštěpný závod Opavia.
Na počátku devadesátých let došlo k privatizaci továrny v Opavě. Novým vlastníkem továrny i značky Opavia se stalo konsorcium společností Danone a Nestlé. Značka Opavia se prezentovala na výrobcích logem se symbolem máků a později klasů. Logo přitom doplnila informace „Založeno 1840“. Datum se vztahuje k roku, ve kterém opavský soukeník Kaspar Melhior Baltasar Fiedor se svou ženou založil v Opavě firmu Fiedor vyrábějící oplatky, historickou předchůdkyni továrny v Opavě.

### Privatizace

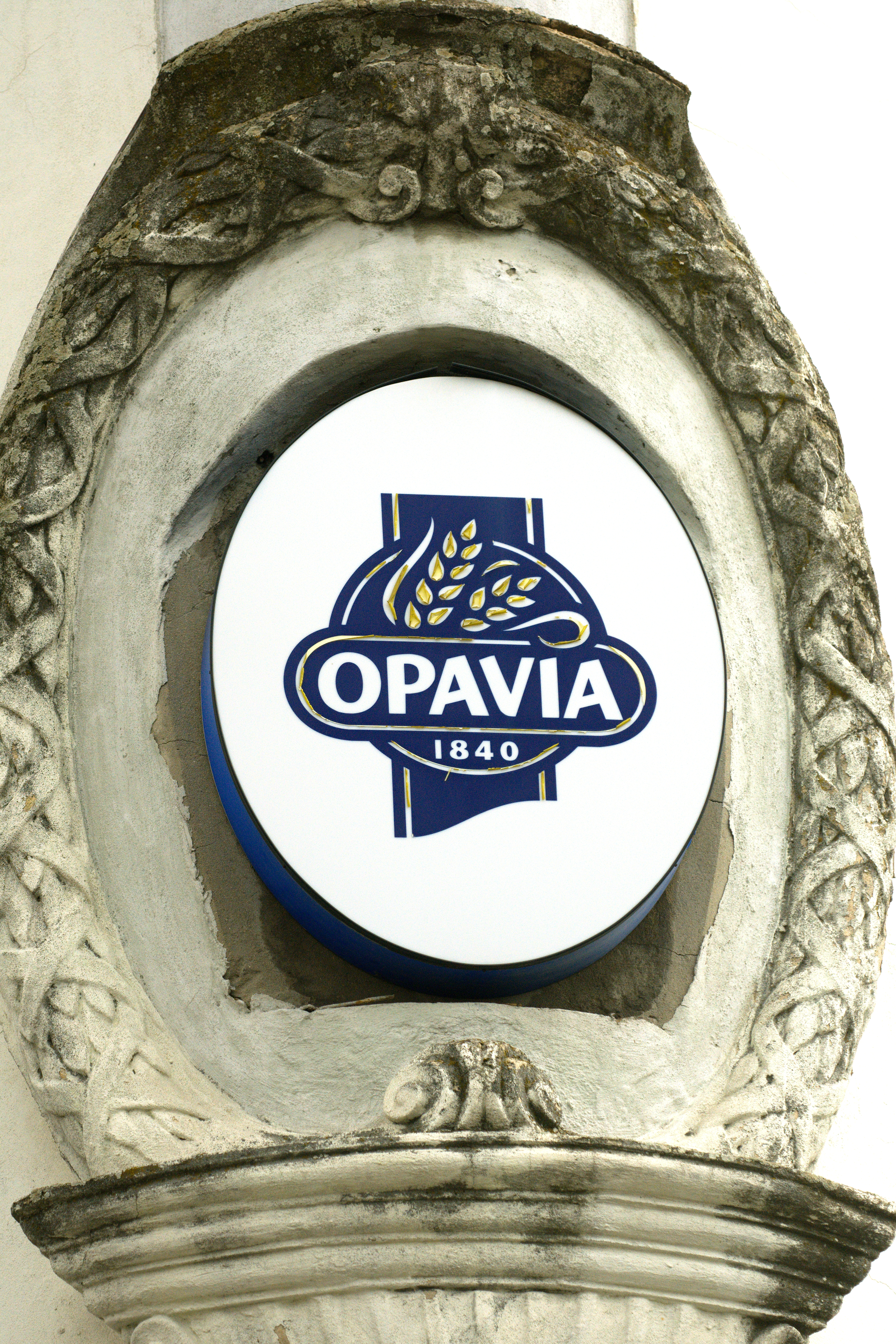
Znak firmy Opavia na továrně v Lovosicích

Dnem 25. března 1991 se stal národní podnik Čokoládovny Praha státním podnikem a v roce 1992 došlo v rámci privatizace k vytvoření akciové společnosti Čokoládovny s podíly dvou zahraničních partnerů: Joint venture Danone group z Francie a švýcarského Nestlé. Součástí akciové společnosti byly (od r. 1992) odštěpné závody:
- Čokoládovny, a.s., odštěpný závod DELI Lovosice, od r. 1999 akciová společnost Opavia pod skupinou Danone
- Čokoládovny, a.s., odštěpný závod METEOR Praha-Karlín, v letech 1996-1999 Čokoládovny, a.s., odštěpný závod DELI Lovosice, od r. 1999 akciová společnost Opavia pod skupinou Danone
- Čokoládovný, a.s., odštěpný závod LIPO Liberec, v letech 1996-1999 Čokoládovny, a.s., odštěpný závod MELARTOS Pardubice, v r. 1999 Nestlé převedlo výrobu čokoládoven Velim do závodu Lipo v Liberci a nakonec výrobu v Liberci zrušilo
- Čokoládovny, a.s., odštěpný závod ORION Praha-Modřany, od r. 1995 Čokoládovny, a.s., odštěpný závod LS Lomnice nad Popelkou
- Čokoládovny, a.s., odštěpný závod SFINX Holešov - Nestlé
- Čokoládovny, a.s., odštěpný závod DIANA Děčín, v letech 1995-1999 Čokoládovny, a.s., odštěpný závod SOJA Kolín, výroba r. 1999 ukončena
- Čokoládovny, a.s., odštěpný závod OPAVIA Opava, v roce 1999 převzala akciová společnost Opavia pod skupinou Danone), která převzala výrobu v bývalých závodech Opavia Opava, Deli Lovosice a Kolonáda v Mariánských Lázních
- Čokoládovny, a.s., odštěpný závod MARYŠA Rohatec, v letech 1996-1999 Čokoládovny, a.s. odštěpný závod KOLONÁDA Mariánské Lázně, od r. 1999 společnost Opavia pod skupinou Danone
- Čokoládovny, a.s., odštěpný závod ZORA Olomouc, v letech 1994-1996 Čokoládovny, a.s., odštěpný závod VELIM, v r. 1996 společnost Nestlé závod ve Velimi zrušila a výrobu přenesla do Liberce, kde výrobu nakonec ukončila
- Čokoládovny, a.s., odštěpný závod JITŘENKA Hradec Králové, výroba v r. 1999 akciovou společností Čokoládovny zrušena[4][5]

V roce 1999 byla akciová společnost Čokoládovny vymazána z obchodního rejstříku. Nestlé nadále zastřešovalo výrobu čokoládových cukrovinek, zatímco pod firmu Danone spadala výroba trvanlivého pečiva. O dva roky později se Danone Čokoládovny a.s. přejmenovaly na Opavia – LU. V roce 2007 Opavia přešla pod americký koncern Kraft Foods, v roce 2012 pak pod Mondelēz International, který vznikl rozdělením Kraft Foods na dvě samostatné skupiny.
Na území České republiky a Slovenska vyrábí Mondelēz International své výrobky v pěti továrnách: Opavia (Opava-Vávrovice), Figaro (Bratislava), Deli (Lovosice), Dadák (Valašské Meziříčí - Jacobs Douwe Egberts) a Kolonáda (Mariánské Lázně). Vlastní výrobce sušenek Opavia. Opavie se využívá výhradně jako značky produktů, přičemž mezi další značky patří kávy Dadák a Jacobs, sušenky Kolonáda, Fidorka, Horalky, Piškoty, Miňonky či čokolády Figaro a Cadbury. Na podporu značky Opavia vznikaly v letech 2016-2018 nové reklamní kampaně. 